# Alexandre Léontieff
Alexandre Léontieff, né le 20 octobre 1948 à Teahupoo et mort le 2 mars 2009 en Polynésie française, est une personnalité politique de Polynésie française. Membre du Tahoeraa huiraatira, parti polynésien d'inspiration gaulliste dirigé par Gaston Flosse dans un premier temps, il entre en conflit avec le président du gouvernement Jacques Teuira et quitte le parti.
Il est élu président du gouvernement de la Polynésie française de 1987 à 1991 à la suite d'une coalition politique à l'assemblée de la Polynésie française. Alexandre Léontieff est le fondateur de Te Tiarama.

## Biographie
Titulaire d'un doctorat en sciences économiques obtenue à l'Université de Rennes en 1970, il est député à l'Assemblée nationale de 1986 à 1993. Il est inscrit au groupe du Rassemblement pour la République du 16 mars 1986 au 14 mai 1988, puis « non-inscrit » du 26 juin 1988 au 1er avril 1993.
Il est élu président du gouvernement de Polynésie française, de 1987 à 1991, après avoir fait sécession du Tahoeraa huiraatira et fondé le Te Tiarama le 23 janvier 1988. Il participe à l'Union polynésienne pour les élections territoriales du 17 mars 1991.
Par arrêté de M. Gaston Flosse, alors président de la Polynésie française, il est nommé directeur de la Caisse de prévoyance sociale de ce pays d'outre-mer à compter du 1er décembre 2004.
Il meurt d'une crise cardiaque à l'âge de 60 ans,.

## Citations
- Mme Brigitte Girardin, ministre de l'outre-mer au Sénat, le 4 novembre 2004, en réponse à Louis Le Pensec : « Je vous rappelle que M. Alexandre Léontieff est arrivé au pouvoir après l'adoption d'une motion de censure, qui a renversé la majorité de M. Flosse. Il s'est maintenu au pouvoir jusqu'en avril 1991 avec une seule voix de majorité. À cette époque, vous étiez ministre des départements et territoires d'outre-mer, et vous n'avez pas jugé nécessaire de dissoudre l'assemblée territoriale. (Très bien ! et applaudissements sur les travées de l'UMP.) Je ne ferai aucun commentaire sur M. Alexandre Léontieff, que vous avez soutenu parce qu'il était opposé à M. Flosse, et qui a successivement été au RPR, à l'UDF, au Tavini Huiraatira, parti indépendantiste de M. Temaru, avant d'être condamné à une peine de prison pour corruption. (Sourires sur les travées de l'UMP.) »
- M. Louis Le Pensec, sénateur du Finistère, le 9 novembre 2004, rappelle au règlement à la suite de l'intervention de Mme Girardin : « Jeudi dernier, au Sénat, Mme la ministre de l'outre-mer m'a reproché de n'avoir pas, à deux circonstances, procédé à la dissolution de l'assemblée territoriale de Polynésie française lorsque j'étais chargé de l'outre-mer, de 1988 à 1993. Je rappelle très brièvement les faits. Lorsque M. Léontieff est devenu président du gouvernement de la Polynésie en novembre 1987, à l'issue d'une motion de censure, le ministre chargé de ce dossier dans le gouvernement Chirac était M. Gaston Flosse, secrétaire d'État au Pacifique sud. C'est donc à lui que ce reproche devrait s'adresser. Ayant été nommé ministre des départements et territoires d'outre mer en 1988, je n'ai eu à aucun moment à envisager une dissolution de l'assemblée territoriale. En effet, un dialogue républicain et serein prévalait encore à cette époque. Curieusement, Mme la ministre a cru devoir préciser que M. Léontieff avait été condamné pour corruption, passant sous silence qu'il avait retrouvé depuis la confiance de M. Flosse, qui l'a nommé président d'un important établissement public de Polynésie. Mme la ministre aurait-elle une connaissance aussi approximative de ses dossiers ? Enfin, elle m'a reproché de n'avoir pas dissous l'assemblée territoriale en 1992 lorsque son président, M. Émile Vernaudon, en interdisait l'accès. Or il ne s'agissait là que d'une querelle au sein de la majorité du président Flosse, puisque M. Vernaudon était alors son allié. Une dissolution n'aurait donc eu aucun fondement. Mme Girardin ignorait-elle ces faits ? Mme la ministre de l'outre-mer serait-elle à ce point acculée qu'elle n'ait recours qu'à de basses allusions et à de pitoyables mensonges ? Si la Polynésie devait s'embraser, nous devons savoir qu'il y a, au ministère de l'outre-mer, une ministre boutefeu ! »